# Andres Bosshard
Andres Bosshard (* 1955 in Zürich) ist ein Schweizer Musiker und Künstler, der im Bereich der Klangkunst und Klangarchitektur als „internationale Koryphäe“ gilt.

## Leben
Bosshard studierte Musik- und Kunstwissenschaft an der Universität Zürich. Danach war er langjährig als Querflötenlehrer tätig. Der Künstler begann als Maler und realisierte eine Reihe von Aktionen. Seit Mitte der 1980er-Jahre trat er in Improvisationsgruppen wie Planet Oeuf, Nachtluft oder Monsieur Jean Sextett auf, bevor er sich experimentellem Musiktheater zuwandte, Klanginstallationen realisierte, eigene live-elektronische Musikinstrumente entwickelte und als improvisierender Musiker auftrat. Für seine Projekte erhielt Andres Bosshard verschiedene Auszeichnungen und namhafte Werkbeiträge, wie zum Beispiel 2017 einen Schweizer Musikpreis.

## Musikprojekte
Andres Bosshard begann mit Klangexpeditionen die klingende Umgebung in allen ihren möglichen Raumtiefen zu erforschen und produzierte in der Folge mehrere umfangreiche, zum Teil weltweit vernetzte Medienprojekte.
- Staudamm in Fusio 1987 im Kanton Tessin: Der Staudamm wurde durch präzis positionierte kleine Lautsprecher zu einem gigantischen Klangreflektor.
- Klangbrücke 1990 in Bern: eine Multikanal-live-Verbindung zwischen der Kunsthalle Bern und der Eisenbahnbrücke an der Lorraine
- Telefonia 1991: ein Live-Simultankonzert via Satellit zwischen New York (Hall of Science), Winterthur und dem Gipfel des Säntis.
- Rotobossophon 2002, 2007, 2010: Bosshards Erfindung eines rotierenden Lautsprecherarms, der sich während der Rotation aufrichtet (Höhe 9 m), wurde in der neuen Version am internationalen Wettbewerb plugnplay im Theaterhaus Gessnerallee in Zürich vorgestellt. 2010 Klangarchitekt in residence Davos Festival, Liegekonzert auf der Schatzalp.
- klanghimmel mq 2011: In Zusammenarbeit mit dem Museumsquartier und Georg Weckwerth TONSPUR_extra ∞ european_TONSPUR: Klangarchitektur für eine Choreophonie 1. Juni 2011–1. Oktober 2011.
- Klanginsel Tribschen 2013, im Park des Richard Wagner Museums in der Stadt Luzern: Choreophonie zum 200-jährigen Geburtstag Richard Wagners.
- sonicArk, sound of Aarhus 2016/2017 für die Europäische Kulturhauptstadt 2017.

## Klangarchitekturen
In Zusammenarbeit mit Architekten und Landschaftsplanern entstanden mehrere ständig betriebene Klangarchitekturen. Seit 2000 betreibt Andres Bosshard zudem Klangforschung im urbanen Aussenraum in einem wachsenden Netz von Klanggärten. Seit 2005 regelmässig Aufträge vom Bundesamt für Umwelt (Bafu) in Bern, vom Kanton Zürich, der Stadt Zürich und von der Stadt Basel in Zusammenarbeit mit Trond Maag urbanIdentity. 2016 KTI Forschungsauftrag in Zusammenarbeit mit CCCT, an der Hochschule Luzern, Technik und Architektur.
- Agora 2000, externes Expoprojekt in der Goitzsche bei Bitterfeld: Klang-Landart-Skulptur als Amphitheater für 1500 Personen. In Zusammenarbeit mit Siegfried Knoll, Landschaftsarchitekt und
- Klangallee 2000, externes Expoprojekt in der Hauptallee von Bad Pyrmont. Permanente Klang-Licht-Inszenierung im Stadtraum.
- Klangbrunnen 2001, Gutstrasse Galaxy Zürich: interaktiver Brunnen zur Sensibilisierung der akustischen Raumwahrnehmung für ein Schulhaus.
- Giardino Sonoro La Limonaia dell' imperialino Firenze 2003–2005, ständiger Klanggarten in der Stadt Florenz: Gärtnermeister Stefano Passerotti, Lorenzo Brusci und Andres Bosshard sind die Begründer des GSLI-Teams, das internationale Klanggartenprojekte entwickelte.
- Klanghimmel für die Kirche in Urfahr, Linz 2009
- Kassiopeia 2009, unterirdisches Klangfeld für die neue Sportanlage Heerenschürli in Zürich-Schwamendingen (permanent): Im Auftrag der Stadt Zürich entstand in enger Zusammenarbeit mit metallatelier.de ein wasserbetriebenes unterirdisches Hörlabyrinth, das die kilometerlangen Bewässerungsrohre der Sportanlagen zu Resonzkörpern macht.
- Klanghimmel für den grossen Innenhof des Museumsquartiers in Wien, 2010
- Klanghaus Toggenburg 2010–2014 Zusammenarbeit mit Architekt Marcel Meili für ein einmaliges Klanghaus/Klangarchitektur im Auftrag des Kanton St. Gallen. Realisation 2021–2024. Andres Bosshard erhält den Auftrag als Fachplaner für Klangraumqualität den Bau zu begleiten.
- Donnerbogen und Flüsterkuppel 2013 Klangrauminszenierung der Wilhelmsburger Brücke in Hamburg für die IBA Hamburg.
- Aquaretum (Esperantia) 2019 Komposition und Künstlerische Leitung für die Realisation der seismische Fontäne als neues Wahrzeichen für die Stadt Zürich. In Zusammenarbeit mit Fischerarchiteketen, Timo Allemann. Im Auftrag der Zurich Insurance Group.
- Wasserschleier auf der Vorstadtbrücke 2022 Dietikon, im Rahmen des Projekts Hörorte Ruheorte, ein Modellvorhabenprojekt unterstützt von Bund, Kanton und Gemeinde. In zus

## Klangturm
In Bosshards „Klangtürmen“ werden Impulse aus der Umgebung aufgenommen, live-elektronisch verarbeitet und wieder radial abgestrahlt.
- 1997 Klangturm St. Pölten: Medienarchitektur für den Klangturm St. Pölten. Die Klanginstallationen wurden 2013 abmontiert, der Turm selbst blieb als Aussichtsturm erhalten.[2]
- 2002 Klangturm für die Expo.02 in Biel[3]
- 2006 Klangturm Killesberg, für des World New Music Festival Stuttgart.
- 2019 Vier Klangtürme. Erst im Rohbau verwirklichte Idee von vier windaktiven Türmen, die im Sinne des Bagdirs nicht nur den Wind fangen, sondern auch Klänge übertragen können. Als Hallschächte sind sie im Gebäude der Musikakademie Luzern als architektonisches Raumrätsel versiegelt.

## World New Music Festival Stuttgart 2006
Während des World-New-Music-Festivals 2006 in Stuttgart wurde der Aussichtsturm im Höhenpark Killesberg von Andres Bosshard in Zusammenarbeit mit Lorenzo Brusci zu einem Klangturm umgestaltet. Sechs internationale Künstler hatten für den Höhenpark Killesberg Klangkunstwerke entwickelt.
Sie hoben besondere Orte des Parks hervor, erzählten dabei dessen Geschichte und präsentierten die klanglichen Möglichkeiten der Neuen Musik. Die Installationen luden zum Hören und zum Sehen, zum Berühren und Ausprobieren ein.

Klangturm Killesberg zentriert|miniatur|170px|Klangturm im Höhenpark Killesberg

## Instrumente
Für die Navigation der Klänge im Raum entwickelt und baut Andres Bosshard seine eigenen live-elektronischen Instrumente und Lautsprecher.
- Kassettenmaschinerie 1976–2000: Ursampler für 12 Kassettentonbandgeräte
- Bosshard-Plexi 1987: drachenförmige Plexiglaslautsprecher, ideal für schwebende Aufhängung im Aussenraum.
- Matrixmixer 1991: Plexiglasmischpult zur manuellen Bewegung der Klänge im Raum
- Rotobossophon 1999, 2002, 2010: einarmige Klangschleuder zur mehrkanaligen Verwirbelung von Klängen. Erste Konstruktion in Zusammenarbeit mit Jan Peter Sonntag für Hellerau. Wurde in einer Ausstellung 2002 zerstört. 2010 Neukonstruktion in Zusammenarbeit mit f18institute Stefan Doepner.
- Klangkugeln 2000: wetterfeste Keramikkugeln als ideale Bodenlautsprecher im Freien. Kleine Versionen können hängend montiert werden. Die Klangkugeln zeichnen sich durch ein feines Nahfeld und sehr klare omnidirektionale Fernwirkung aus.
- sonoplanes 2010: Netzbasiertes interaktives System für multiple Klangarchitekturen. Momentan aktive Klangarchitekturen können beliebig ferngesteuert, gewartet und kuratiert werden. Besonders geeignet für Gastkünstler, die sich im Klanghimmel frei bewegen und gleichzeitig ihre Klangvisionen realisieren können (klanghimmelmq Wien 2011). Softwareentwicklung in Zusammenarbeit mit der Zürcher Hochschule der Künste und Roman Häfeli, Zürich.
- Klangkomet 2014: In Zusammenarbeit mit polyrolli entstand eine Polyederkonstruktion mit drei Parabolspiegeln und fünf Bosshardplexi-Lautsprechern, das sich vertikal im Raum bewegen und drehen kann. Es wurde speziell für die Akustik der Marmorkuppel des Naturhistorischen Museums entworfen und dort für die Eröffnungsfeier 2014 eingesetzt.
- Phonurgonoiser 2016: Mehrkanal-Doppelklangsäule aus verschiedenen hölzernen Resonanzkammern und drehbarem Parabolspiegel am oberen Ende, Höhe 2,5 Meter.
- Windsäulen 2016: Für das Projekt sonicArk in Aarhus entstanden in Zusammenarbeit mit Jürgen Hankeln (blauwerk) drei 5 m hohe Stahlsäulen mit beliebig schwenkbaren Bosshardplexi-Lautsprechern und selbstentworfenen Basssystemen in einer grosszügig gestalteten Bank, die den Fuss der Säule einschliesst.

## Lehre
Andres Bosshard unterrichtete an verschiedenen Institutionen, so war er 2003 als Gastprofessor an der KHM Köln. 2005–2020 war er Dozent an der Zürcher Hochschule der Künste. Hier leitete er 2016 bis 2019 die studygroup sound im Bachelor-Studiengang des Departements Kunst und Medien. Er gestaltete 2005 musikalisch die multimediale Vorlesung Heterotopia (Vortrag, Rundumprojektion, Sound) in Zusammenarbeit mit Ulrike Felsing (Design) und Till Nikolaus von Heiseler. 2020 bis 2022 entwickelte er zusammen mit Hanspeter Litscher an der Musikhochschule Luzern die musikalischen und performativen Dimensionen des Klangkunstwerks Vier Klangtürme.

## Bibliografie
- Dominik Landwehr: Rotierende Lautsprecher schleudern Klänge durch die Luft. Ein Gespräch mit dem Klang-Künstler Andres Bosshard, In: Playground Robotics, Basel 2004, Merian Verlag. S. 72–77 sowie S. 116/117, ISBN 3-85616-224-0.
- Andres Bosshard: Stadt hören. Klangspaziergänge in Zürich, Zürich 2009, Verlag Neue Zürcher Zeitung Nzz LIBRO, ISBN 978-3-03823-549-1.
- Andres Bosshard: Stadtklang – Klangstadt. Klanggärtnerei, urbane Hörräume und mediale Stadt-Architekturen, In: Klangräume der Kunst, Heidelberg 2010, Kehrer-Verlag, S. 167–182, ISBN 978-3-936636-80-2.